# Amauroencyrtus micans
Amauroencyrtus micans är en stekelart som beskrevs av De Santis 1985. Amauroencyrtus micans ingår i släktet Amauroencyrtus och familjen sköldlussteklar. Inga underarter finns listade i Catalogue of Life.